# Albrecht Hartman
Albrecht Hartman, född 1697 troligen i Stockholm, död 10 juni 1771 på Gymminge gård, Tysslinge socken, Örebro län, var en svensk gruvmästare och kartritare.
Han var son till brukspatronen på Garphyttan Albrecht Hartman och Barbera Geisler född Lawe samt halvbror till Johan Tobias Geisler. Hartman blev markscheider 1722 och var verksam som gruvmästare och gruvkartritare under 1720-1740-talen i Västmanland, Kopparberg och Örebro län. I likhet med många andra kartritare försåg han sina kartor med små handgjorda målningar i temperafärger och vinjetter runt kartrubriken, ofta med utsikter från gruvan och med perspektivritningar av gruvkontor, lavbyggnader och stånggångar. Hartman är representerad vid Kommerskollegiums gruvkartkontor med ett antal kartor över gruvorna i Sala, Falun, Garpenberg och Grythytte sockens gruvor. 